# MediaMetrics

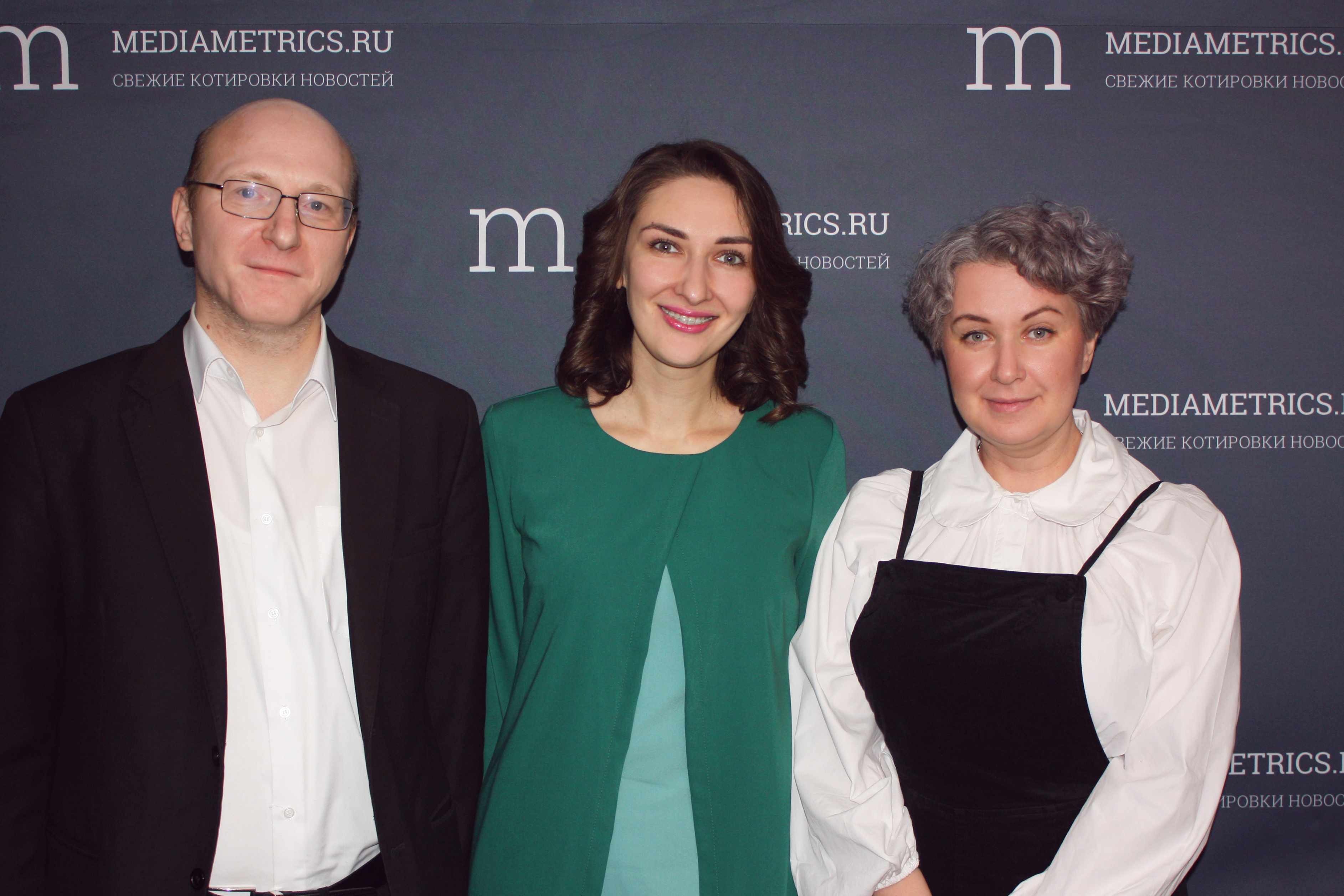
Передача Екатерины Баяндиной на Канале Медиаметрикс «Выше среднего. Может ли Википедия стать социальным лифтом для подростка?» с гостями — директором Владимиром Медейко и членом Викимедиа РУ Натальей Сенаторовой.
Фото: Агата Киранова.

MediaMetrics — российский новостной агрегатор, измеритель рейтинга сайтов и интернет-радио. Основан Германом Клименко в январе 2014 года.
Сайт агрегирует новостные заголовки русскоязычных СМИ и автоматически ранжирует их по переходам на сайты пользователей Интернета. С 2015 года доступна агрегация русскоязычных СМИ стран СНГ, Балтии и дальнего зарубежья. Также на сайте работает рейтинг показов медийных персон в телеэфире.
По данным LiveInternet, аудитория MediaMetrics в январе 2016 года составила 4,5 млн человек.

## История
MediaMetrics с 2012 года разрабатывался программистом Максимом Зотовым на базе им же разработанного LiveInternet по заказу бывшего руководителя QIP Сергея Кравцова с целью анализа репостов пользователей материалов из СМИ в социальные сети. Герман Клименко создавал сайт как конкурента «Яндекс. Новостям» и «Медиалогии».
В 2015 году Анонимный интернационал обнародовал переписку начальника управления администрации президента по внутренней политике Тимура Прокопенко, назвавшем «Медиаметрикс» нашим продуктом. А также после аннексии Крыма и конфликта на Востоке Украины, по настоянию Клименко из агрегатора убрали все украинские СМИ и материалы телеканала Дождь.
В 2016 году, после назначения на должность советника при президенте России по развитию интернета, он передал активы MediaMetrics под управление своему сыну Юрию Клименко.
В марте 2016 года планировался запуск кабельного телеканала. В настоящее время запуск не был осуществлён.